# La vita delle api
La vita delle api (La vie des abeilles) è un libro di Maurice Maeterlinck, da lui pubblicato nel 1901.
Ebbe un immediato successo e regalò all'autore una grande popolarità internazionale. Il libro fa parte di una trilogia sugli insetti sociali che comprende anche La vita delle termiti (1927) e La vita delle formiche (1930).